# Star Wars Caballeros de la Antigua República II: Los Señores Sith
Star Wars Knights of the Old Republic II: The Sith Lords es un juego de rol desarrollado por Obsidian Entertainment y publicado por LucasArts. Es una secuela de Star Wars: Caballeros de la Antigua República de BioWare y su lanzamiento para Xbox fue el 6 de diciembre de 2004, para Microsoft Windows el 8 de febrero de 2005 y para los sistemas de OS X y Linux 21 de julio de 2015. Como su predecesor, el juego está ambientado en el universo de Star Wars, 4000 años antes de los eventos que ocurren en la película Star Wars: Episode I - The Phantom Menace que está basando en el Sistema d20 y fue desarrollado por Wizards of the Coast. El juego utiliza el Odyssey Engine, que originalmente se ha utilizado en la primera entrega de la saga. La historia se comenzó a escribir antes de que el primer título de la saga saliera a la venta y su desarrollo comenzó en octubre del 2003, después de que BioWare ofreciera a Obsidian su licencia de Star Wars al estar confiados en el trabajo que harían.
Knights of the Old Republic II comienza 5 años después del primer juego, y sigue a línea temporal de "El Exiliado", un Caballero Jedi que fue exiliado de la Orden Jedi. Durante este tiempo, la Orden Jedi ha sido exterminada casi en su totalidad por los Sith. El juego comienza con el protagonista despertando en un Crucero de la República. Después de que logra escapar con ayuda de algunos de sus compañeros, encuentran a la persona que los había exiliado hace 10 años, misma que envía al protagonista en una misión para buscar a los Jedi que quedan para luchar contra los Sith.
La recepción del juego y las críticas después de su lanzamiento fueron en general positivas, se halagó la historia, los personajes y la narrativa, siendo estos una mejora con respecto a la primera entrega de la saga. Sin embargo, el juego fue criticado por ser demasiado similar a su predecesor en términos de gráficos y sistemas de juego. GameSpy nombró a uno de los personajes principales del juego, Kreia, como el mejor personaje de videojuegos de 2005, y el juego se incluyó en el libro 1001 Videojuegos que debes jugar antes de morir.

## Jugabilidad
Knights of the Old Republic II  es un juego de rol jugado desde una perspectiva en tercera persona que utiliza un sistema de combate con pausas. El combate y las interacciones con el ambiente y otros personajes no humanos está basado en el sistema d20 como en la primera entrega de la saga. El juego comienza con la pantalla de creación de personaje con algunas opciones para ser tomadas, también existe una opción para que el juego haga esto de manera automática. Existen 30 nuevos poderes de la Fuerza, que son manifestaciones de la misma en esta entrega del juego. Como su predecesor, el juego tiene algunos minijuegos, incluidos la carrera de los pods y un juego de cartas llamado Pazaak. La interfaz ha sido mejorada con respecto al primer juego y la organización de los grupos rediseñada para ser más sencilla; por ejemplo, el jugador ahora puede cambiar entre dos grupos armas seleccionadas en el menú. Como en el primer juego, el jugador puede escoger hacia que lado de la fuerza quiere ir, la luz o el lado oscuro. Escogiendo entre ciertas opciones de diálogo, si decide responder de manera respetuosa y empatía el protagonista recibe puntos de luz, si responde de manera egoísta y malvada recibe puntos del lado oscuro.
El combate en Knights of the Old Republic II es idéntico a su primera entrega. Algunos tipos de cristales para sables de luz se añadieron al juego. Cada uno de ellos es útil para diferentes situaciones. Por ejemplo, uno es mejor cuando se enfrenta a enemigos con armas láser a distancia, mientras que otro puede ser bueno para recuperarse después de utilizar algún poder de la fuerza. El jugador puede usar una gran variedad de armas de combate cuerpo a cuerpo o a distancia, incluidas espadas y armas de fuego. Pelear desarmado también es una opción. Se agregaron al juego las "clases de prestigio". Estas son habilidades extra de los Jedi que son establecidas en Star Wars Knights of the Old Republic. Estas permiten al jugador practicar con el sable de luz o poderes de la fuerza, dependiendo de la elección del personaje.
El jugador puede viajar hasta con dos miembros de su equipo al mismo tiempo, que ganan experiencia a la misma velocidad que el personaje. El equipo y mejoras para el grupo pueden ser seleccionadas para diferentes efectos estáticos o habilidades. Los jugadores pueden saquear cuerpos y algunos objetos del ambiente. El protagonista también tiene la habilidad de "influenciar" a los miembros de su grupo; al hacer cosas que los impresionen, el jugador aumenta la influencia que ejerce sobre ellos. Dependiendo del nivel de influencia, los miembros del grupo pueden apoyar de manera incondicional al protagonista o ir en su contra. El jugador también puede aprovechar si tiene una gran influencia sobre un personaje para llevarlo al alguna inclinación de la fuerza; luz u oscuridad.

## Sinopsis

### Escenario
El juego toma lugar 5 años después de los events de Star Wars Knights of the Old Republic y 4000 años antes del Episodio I: La amenaza Fantasma, en una época en donde los Jedi están a punto de ser exterminados por los Sith. El personaje utilizado por el jugador, un Caballero Jedi que fue exiliado de la Orden Jedi, es conocido como "El Exiliado" o el "Jedi Exiliado". A lo largo del juego, el Exiliado renueva su conexión con la fuerza, mientras que, con la ayuda de los miembros de su grupo, intenta detener a los Sith. El jugador hace algunas decisiones que lo inclinarán hacia el lado de la luz u oscuro de la fuerza, y viaja a 6 planetas diferentes para ayudar o detener los intentos de la República para traer paz y estabilidad a la galaxia.
Los nuevos lugares en donde se puede jugar en Star Wars Knights of the Old Republic II incluyen al arrasado Telos después de la guerra, un búnker en Telos, la Estación Citadela en órbita, el puerto de Iziz, Onderon y su luna de jungla Dxun, Nar Shaddaa, el yate en órbita de Goto, Peragus y las naves espaciales Harbinger y Ravager. Malachor V, Korriban y Dantooine son visitadas y aparecen en el juego original, y ambas están destruidas y con problemas mayores. El Ebon Hawk, la nave del personaje principal en el primer juego también es el medio de transporte en la nueva versión.

### Personajes
El regreso del exiliado revela que el personaje servía bajo las órdenes de Revan durante las guerras Mandalorianas y ordenó la activación de un arma devastadora en la importante batalla sobre Malachor V. Las muertes que esto provocó crearon una "herida" en la fuerza que el personaje fue obligado a arreglar para conectar de nuevo todo el poder de la fuerza, y el Consejo Jedi le ordenó al personaje que se exiliara de la Orden Jedi. Mientras el juego avanza, el Jedi Exiliado reconstruye una conexión con la fuerza y crea un lazo inusualmente fuerte con otros personajes y lugares, mientras que inconscientemente desarrolla poderes por su afinidad a la fuerza.
Entre los personajes que se unen al Jedi Exiliado esta Kreia, quien actúa como la mentora del Exiliado; el piloto y asesino Sith Atton Rand; el técnico y veterano de guerra Mandaloriano Bao-Dur y su androide remoto; el androide criminal G0-T0 y el aprendiz Sith Visas Marr. T3-M4 y Canderous Ordo (que ahora se hace llamar "Mandalore"), ambos aparecen en el primer juego, también se unen al grupo del Exiliado. Otros personajes se unen al grupo solo bajo ciertas condiciones. HK-47, quien aparece en Star Wars Knights of the Old Republic, se une al grupo si el Exiliado recolecta y utiliza las partes necesarias para reactivarlo. Un Wookiee conocido como Hanharr, que es un cazarrecompensas, se une al Exiliado si está alineado con el lado obscuro; su competidor Mira, se una si se está en la luz o de forma central. Si el personaje del jugador es hombre, Brianna la doncella de compañía se une al grupo, si es una mujer Mical el discípulo, se une al Exiliado.
El juego tiene 3 antagonistas principales: Darth Traya, un misterioso agresor quien permanece en la oscuridad a lo largo del juego; Darth Sion, un Señor Sith muerto viviente con un terrible deseo y odio asesino en contra de los Jedi y Darth Nihilus, un Lord Sith cuyo cuerpo fue destruido por su gran afinidad a la fuerza.

### Trama
Mientras se esconde en el Harbinger, un crucero de la República, el Exiliado es sedado por HK-50, un androide asesino que lo entregara a un sindicato criminal llamado el Intercambio, que ha puesto una recompensa a la cabeza del Jedi. Estos dos son rescatados por Kreia, persona con la que tienen un lazo de fuerza y el droide T3-M4 en el Ebon Hawk y escapan del Harbinger mientras este es atacado y tomado por un grupo de asesinos Sith. Aunque logran escapar, su nave es dañada por las armas del Harbinger y eventualmente logran llegar a la zona minera de Peragus. Formando un grupo con el ladrón Atton Rand, el grupo escapa al planeta Telos IV. Mientras se esconden en este planeta, se encuentran con Atris, un superviviente del Concilio Jedi que fue el que dio la sentencia al protagonista de ser Exiliado 10 años atrás. Después de arreglar algunas diferencias acerca del pasado y la sentencia del Exiliado, Atris forma una extraña alianza con el grupo, pidiéndoles que vayan en busca de otros Jedi que sigan con vida para combatir a los Sith. El Exiliado viaja por 4 mundos para encontrar a los maestros Jedi y pedir su ayuda o asesinándolos como venganza de como fue tratado hacía 10 años, dependiendo de las decisiones del jugador. Mientras el Exiliado avanza en su aventura, se encuentra con algunos otros individuos para unirse a su búsqueda.
Después de encontrar a todos los maestros Jedi, el Exiliado viaja de regreso a Dantooine y aprende que las incontables muertes en Malachor V resultaron en la pérdida de la conexión con la fuerza, cosa que se convirtió en las nuevas enseñanzas de los Sith. Mientras los maestros Jedi temían que estas nuevas enseñanzas resultaran en la muerte de la Fuerza, se preparan para cortar al Exiliado de su conexión con la fuerza pero Kreia se revela como la líder de los Sith y los asesina a todos en respuesta. Siguiendo los rastro de Kreia hasta Telos, el Exiliado se enfrenta y derrota al corrupto Atris, de quien aprenden que Kreia planea destruir la fuerza al hacer más fuerte la herida que había causado el Exiliado 10 años antes durante las Guerras Mandalorianas; cuando el Exiliado ordenó la activación de la super arma que terminó la batalla, miles de muertes simultáneas provocaron esta herida en la fuerza. Antes de seguir a Kreia a Malachor V, donde esta se reuniría con los Sith como Darth Traya, el Exiliado detiene una invasión Sith en Telos, enfrentándose y venciendo a uno de los aprendices de Darth Traya, Darth Nihilus. En Malachor v, el Exiliado se separa de su grupo y pelea a través de las horas de monstruos que habitan la superficie del planeta, después se enfrenta a los que viven en una academia Sith que sobrevivió al cataclismo. En el último piso de la academia, El Exiliado mata a Darth Sion y se enfrenta finalmente a Darth Traya en el núcleo de planeta.
El Exiliado derrota a Darth Traya quien, antes de morir, habla acerca de una visión profética del futuro del grupo de los compañeros del Exiliado y de los mundos visitados a lo largo de la historia. Dependiendo del alineamiento del Exiliado, se ordena la destrucción de Malachor V, escapando antes de que esto suceda y viajando a regiones desconocidas en busca de Revan (de la luz) o quedándose en Malachor V como nuevo Señor Oscuro de los Sith.

## Desarrollo

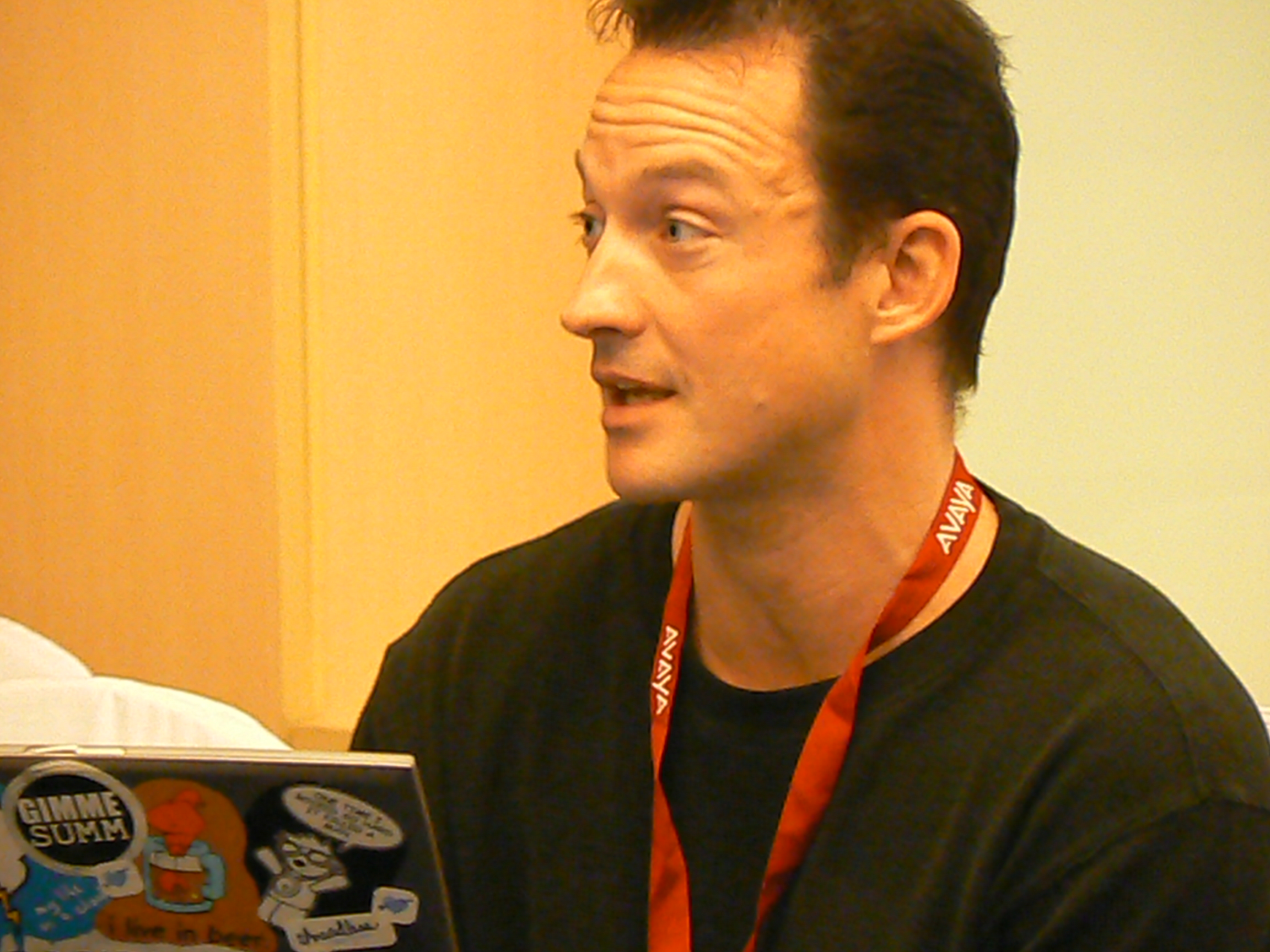
Chris Avellone era el diseñador en jefe de Knights of the Old Republic II.

Knights of the Old Republic II fue desarrollado por Obsidian Entertainment y publicado por LucasArts. Es una secuela al juego de BioWare Knights of the Old Republic. El juego usa el sistema Odyssey Engine de la primera entrega. BioWare ofreció a Obsidian la licencia de Knights of the Old Republic por la familiaridad y buena relación con que se había formado de sus trabajos en conjunto. La versión para PC del juego fue desarrollada al mismo tiempo que la versión para Xbox, que fue lanzada dos meses antes que la versión de PC para arreglar ciertos errores de programación.
El desarrollo comenzó en octubre de 2003. La visión general de la historia del juego fue originalmente tomada de Knights of the Old Republic, después del cual fue revisada y repensada numerosas veces. Para ayudar a escribir Knights of the Old Republic II, Chris Avellone, el diseñador en jefe del juego, leyó todo lo que pudo acerca del universo de Star Wars como le fue posible, incluyendo libros, guías, módulos y novelas gráficas. El equipo de Obsidian también se basó en la historia original de Knights of the Old Republic y las películas originales de Star Wars para inspiración. Avellone dijo que Obsidian reconoció que una de las cosas que hizo excelente Knights of the Old Republic fue la historia y los compañeros del grupo y que intentaron expandir esto al agregarle profundidad a esto.
Cuando Obsidian estaba preparándose para presentar Knights of the Old Republic II en la E3 2004, intentaron poner tanta información como pudieron, diciendo que serían necesarios 30 minutos ya que serían la única presentación del evento que sería anunciada. A pesar de esto, debido al límite de tiempo, esta presentación fue recortada a una duración de entre 5 y 10 minutos. Durante este tiempo, ninguno de los niveles que había diseñado Obsidian estaban listos para ser mostrados, así que solo se tomaron 3 niveles y fueron presentados para terminar a tiempo. La demostración del juego fue terminada solo unos cuantos días antes del evento, y el juego fue presentado en mayo de 2004. El primer avance cinematográfico de Knights of the Old Republic II fue revelado en julio de 2004.
Knights of the Old Republic II usa el mismo sistema d20 que su predecesor Knights of the Old Republic con algunos cambios y el máximo de nivel fue removido. Obsidian puso mucho trabajo en las gráficas del juego, incluyendo la aparición de personajes principales no controlados por el jugador y expandiendo algunas áreas. El artista principal de Knights of the Old Republic II fue Aaron Meyers; el decidió quien formaría el equipo de arte después de revisar "miles de aplicaciones, expedientes y demostraciones" y dijo que estaba halagado con la cantidad de gente que quería trabajar para Obsidian. Meyers también se quejó acerca del poco tiempo en el que se tuvo que desarrollar el juego. El COO (Jefe de Operaciones) de Obsidian, Chris Parker, dijo que los tiempos planeados para el equipo de desarrollo fueron "bastante agresivos", y que el equipo sintió mucha presión ya que estaban "desarrollando una secuela al mejor juego del 2003".
Para la música, el equipo de desarrollo sintió que una orquesta sinfónica sería lo mejor para Knights of the Old Republic II. Las piezas principales fueron compuestas por Mark Griskey, quien desarrollo temas musicales para algunos personajes y lugares, incluido el tema Jedi, el tema de Darth Sion y Darth Malak, estos últimos teniendo similitudes con la pieza del Emperador en "El regreso del Jedi". También creó la canción del personaje principal, que se puede apreciar cuando entra en conflicto interno. El tema de 70 minutos fue interpretado por la Orquesta Sinfónica de Seattle. El tema de apertura es la versión de John Williams del tema original de Star Wars que se grabó para la trilogía de las precuelas. 
En una entrevista de 2013 a Avellone acerca de Knights of the Old Republic II, asegura que LucasArts forzó a Obsidian a terminar el juego de entre 14 a 16 meses, lo que resultó en el lanzamiento del juego en un estado "sin terminar". Sin embargo, Avellone dijo que Obsidian fue responsable de esto al no sacar del diseño original del juego algunas partes; asegura que todos los minijuegos debieron ser removidos y que había demasiadas escenas cinematográficas que se unían al juego. El cofundador de Obsidia, Feargus Urquhart, dijo que el juego estaba planeado originalmente para ser lanzado en 2005, pero después se recorrió a diciembre del 2 004 después de la E3. Según el Obsidian debía escoger entre "tener un problema o tenerlo hecho".
Knights of the Old Republic II entró en la categoría de oro el 23 de noviembre del 2004. Se lanzó el 6 de diciembre de 2004 para la consola Xbox y la versión par PC salió a la venta el 8 de febrero de 2005. El juego fue relanzado en agosto de 2012 en la plataforma digital Steam, y e enero de 2015 en GOG.com. El 21 de julio de 2015, salió su versión para OS X y Linux con algunas características extras para la tienda de Steam, como compatibilidad con controles, diferentes estilos de pantalla y mayor resolución.
En conjunto con algunos parches oficiales, unos no oficiales hechos por fanes, restauración de contenido eliminado y algunos modelos creados por la comunidad que arreglaban alrededor de 500 errores de sistema, la comunidad que seguía este juego poco a poco implemento cosas que mejoraban la compatibilidad con la compatibilidad de los sistemas de PC modernos.

## Reseñas
Knights of the Old Republic II fue recibido de manera positiva en su lanzamiento; Metacritic lo calificó con un resultado de 85/100 y 86/100 en la versión de PC y Xbox respectivamente, indicando que era "generalmente favorable" según información del sitio. En IGN proclamaron que existía una gran presión involucrada con el desarrollo de la secuela de un juego con un desarrollador diferente que tenía el título de "Juego del año" con la primera entrega de Obsidian. La reseña también señalaban que no decepcionaría a los fanes de la primera entrega de la saga, además de que compartía muchas características en términos de modelos. GamePro aclamó ambas partes de Knights of the Old Republic y dijo que la segunda parte continua la tradición de la serie de "no arreglar lo que no está roto". GameSpot además de publicar esta declaración, asegura que todas las características que eran buenas en el primer juego están presentes en Knights of the Old Republic II.
GameSpy comparó el juego con El Imperio contraataca de la película de la trilogía original de Star Wars en cuanto a tener lo mejor en cuanto a historia. También señaló que el juego tiene la mejor historia desde Planescape: Torment. 1UP.com escribió que Obsidian superó al juego original de Knights of the Old Republic en cuanto a escritura, diciendo que es más consistente, el diálogo es mejor y las decisiones morales tienen un mayor peso. Eurogamer dijo que comparado con el juego original, la historia de Knights of the Old Republic II es "mucho ma obscura". La reseña también comenta que los planetas están "mejor desarrollados". GameZone escribió que el juego "se debe comprar" para gente que le gustan las historias y personajes bien escritos y desarrollados.
El sistema de combate fue recibido de buena manera en general, con algunos críticos comentando que el sistema de combate no ha cambiado en lo absoluto de la primera entrega del juego. GameSpot comparó el combate de la primera entrega con Knights of the Old Republic II, diciendo que no está bien balanceado en ambos; sin embargo, el crítico comenta que es de mucha ayuda que el combate sigue siendo espontáneo. GameZone dijo que el combate no ha cambiado desde la primera versión, pero que esto es algo bueno porque desde el primero esto era algo que se disfrutaba. IGN halagó la inteligencia artificial del juego, diciendo que era fácil controlar al personaje principal de manera independiente sin controlar a los miembros del grupo.  El editor del artículo de GameSpy en contraparte, comento que se encontró algunos problemas con el combate y la inteligencia artificial, haciendo la diferencia con la primera versión del juego.
GameSpot criticó las gráficos de Knights of the Old Republic II y las llamó "faltas de visión". GameSpy comento que sintió que las gráficos del juego dejaban que desear, llamándolas "un poco fuera de tiempo" y "hechas a la mitad". El editor criticó un poco más los gráficos al comentar que eran iguales a los de la primera entrega, diciendo que estas pudieron ser consideradas buenas solo en el lanzamiento de la primera entrega. GameZone dijo que es una copia a las gráficos del primero y que no se compara con la mayoría de los juegos populares lanzados al mismo tiempo que este juego. GameSpy llamó a la música del juego como "excelente"; sin embargo, notó que algunas de las obras son reutilizadas de la primera versión. El editor de GameSpy comento que la mayoría de los actores de voz son buenos y que en comparación con la primera entrega, los actores de voz que no hicieron un buen papel disminuyeron. GameZone dijo que el "excelente trabajo" de actuación de voz complementa el excelente diálogo del juego, además del buen trabajo en el desarrollo de los sonidos del juego.
El juego fue criticado por los glitches, algunos jugadores reportaron problemas de bugs. El editor del artículo de 1UP.com condenó a esta nueva entrega por tener los mismos errores y detalles que en el primer juego, diciendo que su equipo podía hacer uso de estos errores para saltarse niveles y mapas. GameSpy dijo que los errores dentro del juego son "difíciles de perdonar" y que estos problemas no ocurrían dentro de la primera entrega de Knights of the Old Republic. GameSpy dijo que el juego estaba incompleto y lo atribuye al corto periodo que se tuvo para trabajar.
GameSpy proclamó a Kreia como el mejor personaje de 2005, diciendo que ella era "de lejos, el personaje más interesante, enigmático, bien diseñado y complicado de este año".  En 2010, el juego se incluyó como uno de los títulos dentro del libro de 1001 Video Games You Must Play Before You Die.